# Овинцево (Волосовський район)
Овинцево (рос. Овинцево) — присілок у Волосовському районі Ленінградської області Російської Федерації.
Населення становить 36 осіб. Належить до муніципального утворення Большеврудське сільське поселення.

## Історія
Від 1 серпня 1927 року належить до Ленінградської області.

## Населення
| 2007 | 2010 | 2017 |
| ---- | ---- | ---- |
| 30   | ↗35  | ↗36  |